# サーフィン・サファリ (曲)
「サーフィン・サファリ」（Surfin' Safari）は、ザ・ビーチ・ボーイズの楽曲。ブライアン・ウィルソンとマイク・ラブによる合作。1962年にリリースされた。キャピトル・レコードからのメジャー・デビュー・シングルといえる曲である。

## レコーディング
ビーチ・ボーイズは1962年2月8日にワールド・パシフィック・スタジオで、ハイト・モーガンのエンジニアリングによってこの曲をレコーディングした。これはバンドによる最初のレコーディング・セッションであった。初期テイクは後にリリースされたものとは間奏や歌詞が異なっているが、『ロスト・アンド・ファウンド』に収録されるまで未発表であった。
公式リリース盤ではデヴィッド・マークスがギターで参加しているが、この初期テイクには代わりにアル・ジャーディンが参加している。
公式リリースされたテイクのセッションは1962年4月19日にウェスタン・レコーダーズ・スタジオで行われた。このセッションはブライアンによってプロデュースされ、デヴィッド・マークスとカール・ウィルソンがギター、ブライアンがベース、デニス・ウィルソンがドラムスを担当した。マイクがリード・ヴォーカルを担当し、バッキング・ヴォーカルはブライアン、カール、デニス、マイクが担当した。このセッションでは他に「409」、「ロンリー・シー」、「心には春がいっぱい」が録音されている。セッション・テープはデモ・テープとしてキャピトルに手渡されたが、キャピトルは直ちにバンドと契約を結び、リリースされることとなった。

## シングル
「サーフィン・サファリ」「409」はビーチ・ボーイズ2枚目のシングルであり、バンドが新たに契約したキャピトルからリリースされた最初のシングルであった。アメリカでは1962年6月に発売、日本では1963年に発売されている。
元々キャピトルは「409」をA面として扱い、自動車ソングとしてプロモーションを行った。しかしながら、1993年にリリースされた『グッド・ヴァイブレーション・ボックス』のブックレットにあるように、アリゾナ州フェニックスのラジオ局での放送から人気に火がつき、ビルボードのヒットチャートで14位まで上昇した。

## アルバムおよび別テイク
本作は1962年のデビュー・アルバムである『サーフィン・サファリ』に初めて収録された。その後も多くのコンピレーション・アルバムに収録されている。
『グッド・ヴァイブレーション: サーティ・イヤーズ・オブ・ザ・ビーチ・ボーイズ』には、キャピトル盤の別テイクが収録された。このテイクはフェード・アウトせずに演奏が終了している。
ワールド・パシフィック・スタジオのセッションからは3つのテイクが収録され、1991年の『ロスト・アンド・ファウンド』で発表された。
ドイツではアリオラ・レーベルからワールド・パシフィック・スタジオでのテイクが、「ルアウ」を裏面として発表された。